# Stanisław Przystański
Stanisław Przystański (ur. 20 września 1820 w Warszawie, zm. 30 listopada 1887 w Wiedniu) – polski fizyk, encyklopedysta i organizator instytucji naukowych i oświatowych.

## Życiorys
Ojciec Stanisława Przystańskiego ochrzczonego imieniem Stanisław po ojcu, lekarz wojskowy (chirurg) początkowo 10. pułku piechoty Księstwa Warszawskiego w styczniu 1810 roku otrzymał krzyż złoty Virtuti Militari. Starszy brat Aleksander urodził się trzy lata wcześniej, a siostra Joanna w 1833 r.
Stanisław Przystański uzyskał w 1842 na Uniwersytecie w Petersburgu stopień kandydata nauk matematyczno-fizycznych, następnie był nauczycielem gimnazjalnym. W latach 1848–1860 wykładał fizykę i chemię dla potrzeb słuchaczy architektury w warszawskiej Szkole Sztuk Pięknych. W tym samym czasie od 1849 do 1860  uczył w Instytucie Szlacheckim w Warszawie. W latach 1857–1860 wykładał fizykę w Akademii Medyko-Chirurgicznej.
Aż do (niespodziewanej) śmierci był dyrektorem muzeum przemysłu i rolnictwa. Pochowano go na Powązkach.
Był żonaty i miał syna, który zmarł w młodości na gruźlicę oraz córkę, Aleksandrę (1850–1915).

## Działalność naukowa i organizacyjna
Członek honorowy Towarzystwa Rolniczego w Królestwie Polskim w 1858 roku. W 1861 był ostatnim dyrektorem Instytutu Agronomicznego i Leśnego . Członek korespondent Galicyjskiego Towarzystwa Gospodarskiego (1861–1887).
Od 10 czerwca 1866 był profesorem fizyki i dziekanem Wydziału Matematyczno-Fizycznego Szkoły Głównej Warszawskiej.
Był pierwszym dyrektorem Muzeum Przemysłu i Rolnictwa w Warszawie od 1875 roku, jednocześnie pełnił funkcję dyrektora Prywatnej Szkoły Handlowej Leopolda Kronenberga. Przystański szkołę tę wcześniej organizował.
Był encyklopedystą, jednym z autorów haseł do 28 tomowej Encyklopedii Powszechnej Orgelbranda z lat 1859–1868. Jego nazwisko wymienione jest w I tomie z 1859 roku na liście twórców zawartości tej encyklopedii. W latach 1873–1874 współpracował przy wydaniu trzytomowej Encyklopedii Podręcznej Powszechnej, wydawanej przez Przegląd Tygodniowy. Natomiast od 1881 roku był jednym z redaktorów Encyklopedii Wychowawczej . Dla jej potrzeb opracował wiele haseł z zakresu fizyki. Był także autorem artykułów do pięciotomowej XIX wiecznej Encyklopedii rolnictwa i wiadomości związek z niem mających, gdzie wymieniony jest jako współautor  .
Między 1874 rokiem a 1876 był redaktorem tygodnika Zorza.
W roku 1881 był jednym z czterdziestu pięciu członków założycieli Kasy im. Józefa Mianowskiego – Fundacji Popierania Nauki w Warszawie.
Pochowany został na cmentarzu Powązkowskim (kwatera 3-5-24).

## Publikacje
Oto niektóre z publikacji:
Encyklopedyja rolnictwa i nauk z nią związek mających w roku 1872 rozpoczęta, a w roku 1879 ukończona. Wydawana ona była pod redakcją Jana Tadeusza księcia Lubomirskiego, Edmunda Stawiskiego i Stanisława Przystańskiego, przy współudziale L. Krasińskiego, L. Kronenberga i J. Zamoyskiego. St. Przystański opracował dla niej wiele haseł z zakresu fizyki.
- artykuły publikowane w Bibliotece Warszawskiej:
  - Telegrafy elektryczne (r. 1843),
  - Machina hydroelektryczna Armstronga (r. 1844),
  - O machinach elektro-magnetycznych (r. 1845),
  - Oddane przysługi telegrafów galwanicznych (r. 1852);
- w Pamiętn. Tow. Lek. Warsz. Maszyna elektryczna Holtza (r. 1869).